# Grande Prêmio dos Estados Unidos de 1990
Resultados do Grande Prêmio dos Estados Unidos de Fórmula 1 realizado em Phoenix em 11 de março de 1990. Primeira etapa do campeonato, nele Ayrton Senna, da McLaren-Honda, tornou-se recordista de vitórias brasileiras na categoria.

## Resumo

### Mudanças no GP dos EUA
Realizada em junho de 1989, a edição anterior do Grande Prêmio dos Estados Unidos chegou ao fim com apenas seis carros cruzando a linha de chegada e outros exauridos pelo esforço de guiar num circuito de rua sob o forte calor do Deserto de Sonora. Por conta desse entrave a Fórmula 1 antecipou de junho para março a prova no Circuito de Rua de Phoenix abrandando os efeitos do verão no Hemisfério Norte, mas no tocante ao esforço físico nada mudou, pois a pista continua com onze curvas num ângulo de noventa graus e isso resulta num curto, intenso e contínuo ciclo de freadas e aceleração. Pilotos no limite da resistência física e carros à beira do desgaste mecânico são um convite ao erro, sobretudo numa pista onde o recapeamento não eliminou por completo os nódulos asfálticos ou reduziu o desconforto causado ao se atingir um bueiro, por exemplo. Estreante na McLaren o austríaco Gerhard Berger foi sincero: "Você não sabe como isto aqui exige dos carros. A primeira luta é terminar a corrida. Depois a gente pensa em vencer", declarou o novo companheiro de Ayrton Senna no time de Woking. Errar em condições assim é um convite a bater no muro mais próximo e deixar a corrida. 
Antes que os treinos começassem o grid da temporada sofreu duas modificações: Emanuele Pirro desfalcou a Dallara por conta de uma hepatite virótica e em razão disso foi convocado o estreante Gianni Morbidelli enquanto na Arrows o piloto Alex Caffi fraturou o ombro numa queda de bicicleta, substituindo-o o alemão Bernd Schneider. No tocante aos construtores o certame de 1990 não terá os carros de Rial e Zakspeed, times da Alemanha Ocidental. No sentido inverso a Life, equipe italiana baseada em Formigine, inscreveu-se para a disputa tendo Gary Brabham como seu piloto.
No quesito estreias vale registrar que os tricampeões mundiais Nelson Piquet e Alain Prost chegaram ao paddock ostentando novos macações: o brasileiro assinou com a Benetton para substituir Emanuele Pirro (titular de uma vaga antes pertencente a Johnny Herbert) enquanto o francês Alain Prost passaria a defender as cores da Ferrari no lugar antes ocupado por Gerhard Berger.

### Participação ameaçada
Desclassificado por cortar a chicane, Ayrton Senna perdeu a vitória conquistada no Grande Prêmio do Japão de 1989 e viu Alain Prost chegar ao tricampeonato mundial. Furioso com o desdobramento do caso, o brasileiro atacou os dirigentes da Federação Internacional de Automobilismo Esportivo (FISA) e da Federação Internacional do Automóvel (FIA) acusando-os de manipular o campeonato. Amigo pessoal de Alain Prost, o cartola Jean-Marie Balestre exigia uma retratação por parte de Senna, que se manteve em silêncio. Sob o ponto de vista do piloto, desculpar-se seria legitimar a injustiça cometida contra ele em Suzuka. Ato contínuo, Balestre cassou a superlicença de Senna, impedindo-o de competir. Frustrado, o piloto cogitou parar de correr, mas foi demovido por McLaren e Honda. Em 17 de fevereiro de 1990 foi publicada uma lista onde Jonathan Palmer surgiu como titular da McLaren junto a Gerhard Berger. A seguir enviaram a Paris um fax atribuído a Ayrton Senna onde este reconhecia que o mundial de 1989 não fora manipulado e a inscrição do brasileiro foi aceita no mesmo dia.

### Ausências nativas
Nascido em Phoenix, o norte-americano Eddie Cheever foi o terceiro colocado no Grande Prêmio dos Estados Unidos de 1989 justificando assim o interesse do público. Porém a falta de um contrato para o ano seguinte levou Cheever a assinar com a Chip Ganassi para disputar a Fórmula Indy e assim não haverá representantes dos Estados Unidos na Fórmula 1 em 1990. O mais próximo que tivemos disso foi a visita de Mario Andretti ao circuito, o qual esteve acompanhado de Michael Andretti, seu filho e companheiro de equipe na Newman/Haas.
A ausência de pilotos nativos no grid interrompe um longo histórico de convivência entre os norte-americanos e a Fórmula 1, a começar pela presença de Harry Schell no Grande Prêmio de Mônaco de 1950. Ato contínuo, a presença das 500 Milhas de Indianápolis no calendário nas primeiras onze temporadas da Fórmula 1 impediu que esta categoria fosse vista apenas como um certame europeu e não um campeonato de alcance mundial. Compareceram ao mítico circuito oval pilotos como Alberto Ascari, Jack Brabham, Jim Clark e Graham Hill, este últimos campeões das 500 Milhas em 1965 e 1966, respectivamente.
O primeiro norte-americano campeão de Fórmula 1 foi Phil Hill pela Ferrari em 1961 seguido por Mario Andretti na Lotus em 1978, sendo que em 1969 este último venceu em Indianápolis e meses depois foi campeão da Fórmula Indy. Os Estados Unidos possuem trinta e três vitórias e dois títulos mundiais na Fórmula 1, sendo que a última prova sem representantes do país foi o Grande Prêmio da Itália de 1989, onde Eddie Cheever (piloto com 132 largadas em 143 participações na categoria) não se classificou para o grid.

### Surpresa nos treinos
Presença rara em Phoenix, a chuva apareceu durante o treino de classificação para a corrida e com a pista molhada tornou-se impossível melhorar os tempos obtidos na sexta-feira, os quais definiram a ordem de largada. Boa notícia para o austríaco Gerhard Berger e sua McLaren que largarão na pole position de um grid excêntrico com Pierluigi Martini (Minardi) e Andrea de Cesaris (Dallara) atrás de si enquanto o francês Jean Alesi (Tyrrell) posicionou-se em quarto lugar adiante de campeões graúdos como Ayrton Senna, Nelson Piquet e Alain Prost. Favorecidos pelo tempo chuvoso incomum, Pierluigi Martini (na melhor posição de largada em toda a história da Minardi), Andrea de Cesaris e Jean Alesi contaram com a excelente adaptação dos pneus Pirelli à pista enquanto Senna teve uma falha elétrica no motor e Prost sofreu com um vazamento de óleo na Ferrari, mesmo problema que afetou seu companheiro de equipe, Nigel Mansell.
O fato mais significativo antes da corrida foi a disposição de Alain Prost em fazer as pazes com a McLaren, equipe onde estreou no Grande Prêmio da Argentina de 1980 e pela qual foi tricampeão mundial ao longo dos anos. Em seu esforço, o atual piloto da Ferrari dirigiu-se aos boxes com o intuito de reconciliação e encontrou reações diversas, pois embora tenha conversado com Ron Dennis, não foi cumprimentado Ayrton Senna, cuja mágoa em relação ao ocorrido no Grande Prêmio do Japão de 1989 falou mais alto. Ao tratar do assunto, Prost foi lacônico: "Eu dei o primeiro passo. Porém..."

### Recorde de Ayrton Senna
No dia seguinte Senna e Alesi marcam os melhores tempos no warm-up, mas na hora da largada o do francês da Tyrrell foi mais impetuoso e saltou à liderança logo nos primeiros metros da prova deixando Berger, De Cesaris e Senna para trás enquanto Martini e Piquet completavam o pelotão da frente. Disposto a manter sua posição, Alesi extraiu o que pôde de seu equipamento e colocou cinco segundos de vantagem entre ele e Berger, até que uma ultrapassagem de Senna sobre De Cesaris e um erro do austríaco, que escapou e saiu da pista na oitava volta, renderam a vice-liderança da prova ao brasileiro da McLaren e o terceiro lugar a Nelson Piquet em sua Benetton.
Tão logo subiu ao segundo lugar, Ayrton Senna estava a oito segundos de Jean Alesi, diferença reduzida para cinco segundos antes da vigésima volta. Questionado a esse respeito o brasileiro afirmou: "Depois que o Berger bateu, o Alesi aumentou o ritmo lá pela volta 25, percebi que ele não pretendia parar tão cedo. Aí resolvi caçá-lo sem saber se conseguiria". Determinado, Senna grudou em Alesi na trigésima volta, mas só conseguiu ultrapassar o rival cinco giros mais tarde. Para a alegria da Tyrrell o francês reverteu o jogo na curva seguinte, mas na volta trinta e seis o brasileiro assumiu a liderança e usou a potência de seu motor Honda quando a Tyrrell emparelhou ao seu lado para "fechar a porta" impedindo um revide de Alesi. Longe dos holofotes, Alain Prost ficou a pé depois de vinte e uma voltas por conta de um vazamento de óleo enquanto Gerhard Berger, que conseguira voltar à pista, chegou a marcar a volta mais rápida do dia no trigésimo quarto giro, mas dez voltas depois teve uma falha na embreagem e parou. Contudo o mais combativo do dia foi Nigel Mansell, que após largar em décimo sétimo chegou ao quinto posto quando seu motor foi pelos ares na volta quarenta e nove quando estava à caça de Nelson Piquet. 
Superado pela Williams de Thierry Boutsen, o brasileiro Nelson Piquet caiu para a quarta posição tão logo os freios e a suspensão da Benetton começaram a falhar e sob tais circunstâncias o britânico Nigel Mansell passou a ameaçá-lo, mas o estouro do motor Ferrari deu serenidade ao tricampeão mundial enquanto Ayrton Senna, mesmo chamado pela equipe, não trocou os pneus e manteve-se na pista e cruzou a linha de chegada mais de oito segundos adiante de Jean Alesi com Thierry Boutsen em terceiro enquanto Nelson Piquet, Stefano Modena (Brabham) e Satoru Nakajima (Tyrrell) completaram a zona de pontuação.
Durante a cerimônia de premiação Ayrton Senna celebrava sua vigésima primeira vitória, Jean Alesi festejava o primeiro pódio e Thierry Boutsen comemorava seu melhor início de temporada. A presença de Jean-Marie Balestre (constrangedora, segundo alguns) na solenidade não mereceu comentários por parte de Senna, que preferiu enaltecer o surpreendente rendimento (considerando o desempenho mediano nos testes de inverno) de sua McLaren MP4/5B ao longo da prova, além de comemorar o péssimo domingo ferrarista, pois a equipe de Maranello sucumbiu aos problemas mecânicos e terminou o dia sem pontuar. Ressalte-se que Ayrton Senna tornou-se recordista brasileiro de vitórias na Fórmula 1 a partir deste dia.
Líder do campeonato de pilotos, Ayrton Senna fez da McLaren a primeira colocada entre os construtores tendo Jean Alesi como vice-líder do certame. Neste ponto cabe mencionar a situação da Tyrrell, que desde o Grande Prêmio da Alemanha de 1987 não colocava seus dois bólidos na zona de pontuação. Graças a esse fato o time de Ken Tyrrell sai dos Estados Unidos como a segunda melhor equipe da temporada.

## Classificação

### Pré-classificação
| Pos. | N.º | Piloto             | Construtor       | Tempo    | Dif.       |
| ---- | --- | ------------------ | ---------------- | -------- | ---------- |
| 1    | 33  | Roberto Moreno     | EuroBrun-Judd    | 1:32.292 | —          |
| 2    | 29  | Eric Bernard       | Lola-Lamborghini | 1:32.711 | + 0.419    |
| 3    | 14  | Olivier Grouillard | Osella-Ford      | 1:33.181 | + 0.889    |
| 4    | 30  | Aguri Suzuki       | Lola-Lamborghini | 1:33.331 | + 1.039    |
| 5    | 17  | Gabriele Tarquini  | AGS-Ford         | 1:35.420 | + 3.128    |
| 6    | 18  | Yannick Dalmas     | AGS-Ford         | 1:35.481 | + 3.189    |
| 7    | 34  | Claudio Langes     | EuroBrun-Judd    | 1:37.399 | + 5.107    |
| 8    | 39  | Gary Brabham       | Life             | 2:07.147 | + 35.855   |
| 9    | 31  | Bertrand Gachot    | Coloni-Subaru    | 5:15.010 | + 3:43.718 |

### Treinos oficiais
| Pos.    | Nº | Piloto             | Construtor        | Tempo Q1 | Tempo Q2   | Diferença |
| ------- | -- | ------------------ | ----------------- | -------- | ---------- | --------- |
| 1       | 28 | Gerhard Berger     | McLaren-Honda     | 1:28.664 | 1:53.486   | —         |
| 2       | 23 | Pierluigi Martini  | Minardi-Ford      | 1:28.731 | 2:33.083   | + 0.067   |
| 3       | 22 | Andrea de Cesaris  | Dallara-Ford      | 1:29.019 | 1:57.435   | + 0.355   |
| 4       | 4  | Jean Alesi         | Tyrrell-Ford      | 1:29.408 | 1:54.738   | + 0.744   |
| 5       | 27 | Ayrton Senna       | McLaren-Honda     | 1:29.431 | 1:52.015   | + 0.767   |
| 6       | 20 | Nelson Piquet      | Benetton-Ford     | 1:29.862 | 1:55.449   | + 1.198   |
| 7       | 1  | Alain Prost        | Ferrari           | 1:29.910 | 1:56.661   | + 1.246   |
| 8       | 14 | Olivier Grouillard | Osella-Ford       | 1:29.947 |            | + 1.283   |
| 9       | 5  | Thierry Boutsen    | Williams-Renault  | 1:30.059 | 1:52.771   | + 1.395   |
| 10      | 8  | Stefano Modena     | Brabham-Judd      | 1:30.127 |            | + 1.463   |
| 11      | 3  | Satoru Nakajima    | Tyrrell-Ford      | 1:30.130 |            | + 1.466   |
| 12      | 6  | Riccardo Patrese   | Williams-Renault  | 1:30.213 | 1:53.530   | + 1.549   |
| 13      | 25 | Nicola Larini      | Ligier-Ford       | 1:30.424 |            | + 1.760   |
| 14      | 24 | Paolo Barilla      | Minardi-Ford      | 1:31.194 |            | + 2.530   |
| 15      | 29 | Eric Bernard       | Lola-Lamborghini  | 1:31.226 |            | + 2.562   |
| 16      | 33 | Roberto Moreno     | EuroBrun-Judd     | 1:31.247 | 1:51.538   | + 2.583   |
| 17      | 2  | Nigel Mansell      | Ferrari           | 1:31.363 | 1:52.405   | + 2.699   |
| 18      | 30 | Aguri Suzuki       | Lola-Lamborghini  | 1:31.414 |            | + 2.750   |
| 19      | 12 | Martin Donnelly    | Lotus-Lamborghini | 1:31.650 | 1:49.942   | + 2.986   |
| DSQ     | 26 | Philippe Alliot    | Ligier-Ford       | 1:31.664 | [ nota 3 ] | + 3.000   |
| 20      | 10 | Bernd Schneider    | Arrows-Ford       | 1:31.892 |            | + 3.228   |
| 21      | 9  | Michele Alboreto   | Arrows-Ford       | 1:31.948 | 1:54.499   | + 3.284   |
| 22      | 19 | Alessandro Nannini | Benetton-Ford     | 1:31.984 |            | + 3.320   |
| 23      | 7  | Gregor Foitek      | Brabham-Judd      | 1:32.398 |            | + 3.734   |
| 24      | 11 | Derek Warwick      | Lotus-Lamborghini | 1:32.400 | 2:05.974   | + 3.736   |
| 25      | 15 | Maurício Gugelmin  | Leyton House-Judd | 1:32.904 |            | + 4.240   |
| 26      | 16 | Ivan Capelli       | Leyton House-Judd | 1:33.044 |            | + 4.380   |
| 27      | 35 | Stefan Johansson   | Onyx-Ford         | 1:33.468 |            | + 4.804   |
| 28      | 21 | Gianni Morbidelli  | Dallara-Ford      | 1:34.292 |            | + 5.628   |
| 29      | 36 | J. J. Lehto        | Onyx-Ford         |          |            |           |
| Fontes: |    |                    |                   |          |            |           |

### Classificação da prova
| Pos.    | Nº | Piloto             | Construtor        | Voltas | Tempo/Diferença   | Grid | Pontos |
| ------- | -- | ------------------ | ----------------- | ------ | ----------------- | ---- | ------ |
| 1       | 27 | Ayrton Senna       | McLaren-Honda     | 72     | 1:52:32.829       | 5    | 9      |
| 2       | 4  | Jean Alesi         | Tyrrell-Ford      | 72     | + 8.685           | 4    | 6      |
| 3       | 5  | Thierry Boutsen    | Williams-Renault  | 72     | + 54.080          | 9    | 4      |
| 4       | 20 | Nelson Piquet      | Benetton-Ford     | 72     | + 1:08.358        | 6    | 3      |
| 5       | 8  | Stefano Modena     | Brabham-Judd      | 72     | + 1:09.503        | 10   | 2      |
| 6       | 3  | Satoru Nakajima    | Tyrrell-Ford      | 71     | + 1 volta         | 11   | 1      |
| 7       | 23 | Pierluigi Martini  | Minardi-Ford      | 71     | + 1 volta         | 2    |        |
| 8       | 29 | Eric Bernard       | Lola-Lamborghini  | 71     | + 1 volta         | 15   |        |
| 9       | 6  | Riccardo Patrese   | Williams-Renault  | 71     | + 1 volta         | 12   |        |
| 10      | 9  | Michele Alboreto   | Arrows-Ford       | 70     | + 2 voltas        | 21   |        |
| 11      | 19 | Alessandro Nannini | Benetton-Ford     | 70     | + 2 voltas        | 22   |        |
| 12      | 10 | Bernd Schneider    | Arrows-Ford       | 70     | + 2 voltas        | 20   |        |
| 13      | 33 | Roberto Moreno     | EuroBrun-Judd     | 67     | + 5 voltas        | 16   |        |
| 14      | 15 | Maurício Gugelmin  | Leyton House-Judd | 66     | + 6 voltas        | 25   |        |
| Ret     | 24 | Paolo Barilla      | Minardi-Ford      | 54     | Cansaço físico    | 14   |        |
| Ret     | 30 | Aguri Suzuki       | Lola-Lamborghini  | 53     | Freios            | 18   |        |
| Ret     | 2  | Nigel Mansell      | Ferrari           | 49     | Motor             | 17   |        |
| Ret     | 28 | Gerhard Berger     | McLaren-Honda     | 44     | Embreagem         | 1    |        |
| Ret     | 7  | Gregor Foitek      | Brabham-Judd      | 39     | Acidente          | 23   |        |
| Ret     | 14 | Olivier Grouillard | Osella-Ford       | 39     | Colisão           | 8    |        |
| Ret     | 22 | Andrea de Cesaris  | Dallara-Ford      | 25     | Motor             | 3    |        |
| Ret     | 1  | Alain Prost        | Ferrari           | 21     | Vazamento de óleo | 7    |        |
| Ret     | 16 | Ivan Capelli       | Leyton House-Judd | 20     | Pane elétrica     | 26   |        |
| Ret     | 11 | Derek Warwick      | Lotus-Lamborghini | 6      | Câmbio            | 24   |        |
| Ret     | 25 | Nicola Larini      | Ligier-Ford       | 4      | Regulador         | 13   |        |
| Ret     | 12 | Martin Donnelly    | Lotus-Lamborghini | 0      | Câmbio            | 19   |        |
| DSQ     | 26 | Philippe Alliot    | Ligier-Ford       |        | [ nota 3 ]        |      |        |
| DNQ     | 35 | Stefan Johansson   | Onyx-Ford         |        |                   |      |        |
| DNQ     | 21 | Gianni Morbidelli  | Dallara-Ford      |        |                   |      |        |
| DNQ     | 36 | J. J. Lehto        | Onyx-Ford         |        |                   |      |        |
| DNPQ    | 17 | Gabriele Tarquini  | AGS-Ford          |        |                   |      |        |
| DNPQ    | 18 | Yannick Dalmas     | AGS-Ford          |        |                   |      |        |
| DNPQ    | 34 | Claudio Langes     | EuroBrun-Judd     |        |                   |      |        |
| DNPQ    | 39 | Gary Brabham       | Life              |        |                   |      |        |
| DNPQ    | 31 | Bertrand Gachot    | Coloni-Subaru     |        |                   |      |        |
| Fontes: |    |                    |                   |        |                   |      |        |

## Tabela do campeonato após a corrida
| Pos.    | Piloto          | Pontos |
| ------- | --------------- | ------ |
| 1       | Ayrton Senna    | 9      |
| 2       | Jean Alesi      | 6      |
| 3       | Thierry Boutsen | 4      |
| 4       | Nelson Piquet   | 3      |
| 5       | Stefano Modena  | 2      |
| Fontes: |                 |        |

| Pos.    | Construtor       | Pontos |
| ------- | ---------------- | ------ |
| 1       | McLaren-Honda    | 9      |
| 2       | Tyrrell-Ford     | 7      |
| 3       | Williams-Renault | 4      |
| 4       | Benetton-Ford    | 3      |
| 5       | Brabham-Judd     | 2      |
| Fontes: |                  |        |

- Nota: Somente as primeiras cinco posições estão listadas. Entre 1981 e 1990 cada piloto podia computar onze resultados válidos por temporada não havendo descartes no mundial de construtores.